# مارتین تی۳ام
مارتین تی۳ام (به انگلیسی: Martin T3M) یک هواگرد ساختِ کارخانهٔ گلن ال. مارتین کمپانی در کشور ایالات متحده آمریکا است. نخستین استفاده‌کنندهٔ این هواگرد نیروی دریایی ایالات متحده آمریکا بوده‌است. این هواگرد برای نخستین بار در ۱۹۲۶ میلادی مورد استفاده قرار گرفت.